# Parafia Przeniesienia Relikwii św. Mikołaja w Wilnie
Parafia Przeniesienia Relikwii św. Mikołaja – parafia prawosławna  w Wilnie, w dekanacie wileńskim miejskim eparchii wileńskiej i litewskiej Rosyjskiego Kościoła Prawosławnego. 
Parafia św. Mikołaja została powołana w 1845, sześć lat po ponownym przejęciu cerkwi św. Mikołaja przez prawosławnych (wcześniej oddana w XVI wieku unitom). Do tej pory obiekt był świątynią pomocniczą soboru św. Mikołaja, umieszczonego w odebranym katolikom kościele św. Kazimierza.  
Istnienie parafii zostało przerwane przez przyłączenie Wilna do ZSRR. Zamknięta cerkiew św. Mikołaja została zwrócona wiernym w 1947, zaś w 1961 ponownie erygowano parafię. W tym okresie należało do niej ok. 600 osób. 